# Biskupska konferencija Bosne i Hercegovine
Biskupska konferencija Bosne i Hercegovine (BK BiH) (lat. Confœrentia Episcoporum Bosniæ et Hercegovinæ), stalna je institucija Katoličke Crkve u Bosni i Hercegovini. Osnovana je u skladu s propisima kanonskoga prava te djeluje prema Zakoniku kanonskoga prava i drugim propisima i uputama koje je izdala Sveta Stolica.
BK BiH okuplja biskupe i njima kanonski izjednačene crkvene čelnike, koji djeluju na području Bosne i Hercegovine. Međutim, iako je biskup, koji radi na području Bosne i Hercegovine, apostolski nuncij u Bosni i Hercegovini, nije član konferencije. Apostolski nunciji, naime, po samome pravu nisu članovi biskupskih konferencija zemalja u kojima djeluju. Oni u radu sabora biskupskih konferencija sudjeluju kao gosti i imaju točno određena prava i obveze, jednako kao što i biskupske konferencije imaju točno određena prava i obveze prema njima kao papinskim predstavnicima odnosno diplomatskim predstavnicima Svete Stolice.
Sjedište BK BiH je u Sarajevu.

## Ustroj
Na čelu konferencije nalaze se predsjednik, potpredsjednik i glavni tajnik. Radom konferencije ravna predsjednik i predstavlja je u zemlji i inozemstvu. Trajanje službe predsjednika ograničeno je na pet godina s mogućnošću ponovnoga izbora. Nakon drugoga izbora službu mora prepustiti nekomu drugom članu konferencije, koji u skladu s pravom mora biti dijecezanski biskup. Zbog naravi službe, i potpredsjednik mora biti dijecezanski biskup. Glavni tajnik može biti bilo koji biskup ili svećenik.
BK BiH ima Sabor, Stalno vijeće i Glavno tajništvo.
Osim ta tri ustrojstvena tijela propisana Zakonikom kanonskoga prava, konferencija ima također svoje komisije, vijeća i odbore te ustanove, koji se općenito nazivaju tijela BK BiH. Njih ustanovljuje Sabor, koji također odobrava i njihov pravilnik. Isključiva svrha i smisao kako komisijâ (sastavljenih isključivo od biskupâ), tako i vijećâ, odborâ i ustanovâ (sastavljenih od biskupâ, svećenikâ i vjernikâ svjetovnjakâ, već prema potrebi), jest pružati sustavnu pomoć i biti na raspolaganju Saboru i biskupima uopće u njihovu radu u okviru biskupske konferencije. Ta tijela ne mogu djelovati mimo ili protiv odobrenoga im pravilnika, odnosno odredbe i rasporedbe Sabora.
BK BiH zajedno s Hrvatskom biskupskom konferencijom (HBK), sa sjedištem u Zagrebu, vodi skrb za dušobrižništvo hrvatskih katolikâ u inozemstvu i zajedno sastavlja Biskupsko povjerenstvo za Papinski hrvatski zavod svetog Jeronima u Rimu. Zajedničko im je i pitanje bogoslužnih knjigâ na hrvatskome jeziku. U tu svrhu, te istodobno zbog usklađivanja opće dušobrižničke djelatnosti i razmjene iskustava, obje biskupske konferencije, u skladu kanonskim propisima o biskupskim konferencijama, jedanput godišnje imaju zajednički sabor.

## Povijest
U početku su biskupi iz Bosne i Hercegovine djelovali kao biskupska konferencija u nastajanju. Dana 8. prosinca 1994. Kongregacija za evangelizaciju naroda odobrila je novu Biskupsku konferenciju s njezinim statutom. Prvo zasjedanje BK BiH održano je u Mostaru od 27. do 29. siječnja 1995. godine. Sjednice se održavaju redovno tri puta godišnje i svaki puta u sjedištu jedne od biskupija.
Za prvoga predsjednika BK BiH izabran je vrhbosanski nadbiskup metropolit kardinal Vinko Puljić. Za prvoga glavnog tajnika BK BiH izabran je seljski biskup naslovnik i pomoćni biskup vrhbosanski Pero Sudar.

## Predsjednici
- 1995. – 2002. kardinal Vinko Puljić
- 2002. – 2005. mons. Franjo Komarica
- 2005. – 2010. kardinal Vinko Puljić
- 2010. – 2015. mons. Franjo Komarica
- 2015. – 2021. kardinal Vinko Puljić
- 2021. – 2022. mons. Petar Palić
- 2022. – danas  mons. Tomo Vukšić

Službe glavnoga tajnika BK BiH:
- 1994. – 1999. mons. Pero Sudar
- 1999. – 2001. vlč. Josip Lebo[7]
- 2001. – 2024.  mons. Ivo Tomašević.[8]
- 2024. – ... Bojan Ivešić

## Članovi BK BiH
- mons. Tomo Vukšić, nadbiskup metropolit vrhbosanski i vojni apostolski upravitelj u Bosni i Hercegovini
- mons. Petar Palić, biskup mostarsko-duvanjski i trajni apostolski upravitelj trebinjsko-mrkanski
- mons. Željko Majić, biskup banjolučki

## Umirovljeni biskupi
- kardinal Vinko Puljić, nadbiskup vrhbosanski u miru
- mons. Ratko Perić, biskup mostarsko-duvanjski i trajni apostolski upravitelj trebinjsko-mrkanski u miru
- mons. Franjo Komarica, biskup banjolučki u miru
- mons. Pero Sudar, pomoćni biskup vrhbosanski u miru
- mons. Marko Semren O.F.M., pomoćni biskup banjolučki i naslovni biskup abaradirski u miru

## Preminuli biskupi
- mons. Marko Jozinović, nadbiskup vrhbosanski u miru

## Članstva u udružbama biskupskih konferencija
BK BiH je punopravni član Vijeća europskih biskupskih konferencija (CCEE).

### Članci
- Zovkić, Mato. 2005. Nadbiskup Puljić i Vrhbosanska nadbiskupija od 1991. do 2001. godine. Vrhbosnensia. Univerzitet u Sarajevu – Katolički bogoslovni fakultet. Sarajevo. 9 (2): 253–290

## Vanjska poveznica
- Službena stranica: http://www.bkbih.ba/